# Memoriał Zdzisława Ambroziaka 2011
VI Memoriał Zdzisława Ambroziaka – siatkarski turniej, który odbył się w dniach 23-25 września 2011 roku w hali Arena Ursynów w Warszawie. Organizatorami turnieju były: Fundacja im. Zdzisława Ambroziaka i Ursynowskie Centrum Sportu i Rekreacji. Honorowy patronat objęła prezydent Warszawy Hanna Gronkiewicz-Waltz. Memoriał transmitowała TVP Sport. 
W turnieju wzięły udział cztery zespoły: AZS Politechnika Warszawska, Fart Kielce, Tytan AZS Częstochowa i ZAKSA Kędzierzyn-Koźle. Wszystkie biorące udział w turnieju drużyny grały w sezonie 2010/2011 w PlusLidze.
Drużyny rozegrały między sobą systemem kołowym po jednym spotkaniu.
Po raz pierwszy zwycięzcą turnieju został Fart Kielce.

## Tabela
| Lp. | Drużyna                     | Pkt | Mecze | Mecze   | Mecze   | Sety | Sety | Sety  | Małe punkty | Małe punkty | Małe punkty |
| Lp. | Drużyna                     | Pkt | M     | W (3:2) | P (2:3) | wyg. | prz. | ratio | zdob.       | str.        | ratio       |
| --- | --------------------------- | --- | ----- | ------- | ------- | ---- | ---- | ----- | ----------- | ----------- | ----------- |
| 1   | Fart Kielce                 | 9   | 3     | 3 (0)   | 0 (0)   | 9    | 1    | 9.000 | 256         | 217         | 1.180       |
| 2   | ZAKSA Kędzierzyn-Koźle      | 6   | 3     | 2 (0)   | 1 (0)   | 7    | 4    | 1.750 | 270         | 253         | 1.067       |
| 3   | Tytan AZS Częstochowa       | 3   | 3     | 1 (0)   | 2 (0)   | 4    | 6    | 0.667 | 220         | 238         | 0.924       |
| 4   | AZS Politechnika Warszawska | 0   | 3     | 0 (0)   | 3 (0)   | 0    | 9    | 0.000 | 189         | 227         | 0.833       |

Zasady ustalania kolejności: 1. liczba zdobytych punktów; 2. wyższy stosunek setów; 3. wyższy stosunek małych punktów.
Punktacja: 3:0 i 3:1 - 3 pkt; 3:2 - 2 pkt; 2:3 - 1 pkt; 1:3 i 0:3 - 0 pkt

## Wyniki spotkań
| Data                                                                                              | Drużyna 1                   | Wynik | Drużyna 2              | Set 1 | Set 2 | Set 3 | Set 4 | Set 5 | Raport |
| ------------------------------------------------------------------------------------------------- | --------------------------- | ----- | ---------------------- | ----- | ----- | ----- | ----- | ----- | ------ |
| 23.09                                                                                             | Tytan AZS Częstochowa       | 0:3   | Fart Kielce            | 21:25 | 17:25 | 21:25 |       |       |        |
| MVP: Rafał Buszek (Fart Kielce) i Wojciech Sobala (Tytan AZS Częstochowa)                         |                             |       |                        |       |       |       |       |       |        |
| 23.09                                                                                             | AZS Politechnika Warszawska | 0:3   | ZAKSA Kędzierzyn-Koźle | 22:25 | 20:25 | 21:25 |       |       |        |
| MVP: Guillaume Samica (ZAKSA Kędzierzyn-Koźle) i Grzegorz Szymański (AZS Politechnika Warszawska) |                             |       |                        |       |       |       |       |       |        |
| 24.09                                                                                             | AZS Politechnika Warszawska | 0:3   | Fart Kielce            | 20:25 | 20:25 | 23:25 |       |       |        |
| MVP: Marcus Nilsson (Fart Kielce) i Patrick Steuerwald (AZS Politechnika Warszawska)              |                             |       |                        |       |       |       |       |       |        |
| 24.09                                                                                             | ZAKSA Kędzierzyn-Koźle      | 3:1   | Tytan AZS Częstochowa  | 25:17 | 25:27 | 25:21 | 25:19 |       |        |
| MVP: Dominik Witczak (ZAKSA Kędzierzyn-Koźle) i Krzysztof Gierczyński (Tytan AZS Częstochowa)     |                             |       |                        |       |       |       |       |       |        |
| 25.09                                                                                             | AZS Politechnika Warszawska | 0:3   | Tytan AZS Częstochowa  | 21:25 | 25:27 | 17:25 |       |       |        |
| MVP: Michał Kamiński (Tytan AZS Częstochowa) i Damian Wojtaszek (AZS Politechnika Warszawska)     |                             |       |                        |       |       |       |       |       |        |
| 25.09                                                                                             | ZAKSA Kędzierzyn-Koźle      | 1:3   | Fart Kielce            | 27:25 | 21:25 | 18:25 | 29:31 |       |        |
| MVP: Michał Żurek (Fart Kielce) i Paweł Zagumny (ZAKSA Kędzierzyn-Koźle)                          |                             |       |                        |       |       |       |       |       |        |

## Klasyfikacja końcowa
| Lp. | Drużyna                     |
| --- | --------------------------- |
| 1   | Fart Kielce                 |
| 2   | ZAKSA Kędzierzyn-Koźle      |
| 3   | Tytan AZS Częstochowa       |
| 4   | AZS Politechnika Warszawska |

## Nagrody indywidualne
| Najlepszy zawodnik (MVP)     | Najlepszy atakujący                      | Najlepszy blokujący                        | Najlepszy serwujący                    | Najlepszy rozgrywający     | Najlepszy przyjmujący      | Najlepszy libero                     |
| ---------------------------- | ---------------------------------------- | ------------------------------------------ | -------------------------------------- | -------------------------- | -------------------------- | ------------------------------------ |
| Marcus Nilsson (Fart Kielce) | Antonin Rouzier (ZAKSA Kędzierzyn-Koźle) | Marcin Nowak (AZS Politechnika Warszawska) | Michał Ruciak (ZAKSA Kędzierzyn-Koźle) | Pierre Pujol (Fart Kielce) | Rafał Buszek (Fart Kielce) | Piotr Gacek (ZAKSA Kędzierzyn-Koźle) |